# هاپووالا
هاپووالا (به لاتین: Hapuwala) یک منطقهٔ مسکونی در سری‌لانکا است که در استان مرکزی (سری‌لانکا) واقع شده‌است.